# Wency Cornejo
Wency Cornejo es un cantante y compositor filipino, exvocalista principal de la banda de género rock Afterimage, durante la década de los años 90. Él es hijo del veterano, presentador de noticias y talk show de la personalidad, Mel Tiangco.

## Biografía
Wency no esperaba convertirse en un cantante y compositor de gran éxito. Además que fue rechazado dos veces, cuando el hizo una prueba para producir temas musicales para un grupo de cantantes famosos de la Universidad De La Salle de Manila. Desde entonces, se concentró en sus estudios en la universidad y sólo cantaba las canciones de U2 en su tiempo libre, lo cual fue su grupo favorito y que las interpretaba a capela durante las clases de laboratorio. Fue durante uno de los ocasionales "conciertos en solitario" un compañero de su clase le hizo una prueba para que cante, y que por la experiencia que tenía pasó a formar parte de una banda musical de rock. Ese grupo era Afterimage, su entrada a la banda marcó el inicio de su carrera como cantante profesional. Afterimage se convirtió en una de las bandas más exitosas en los años 90. El grupo se disolvió después de 11 años y de tres álbumes de éxito. Wency, entonces, su carrera logra continuar en solitario. Ha publicado cuatro discos como solista.

## Discografía

### Con Afterimage

#### Estudio Álbumes
- Toque el Sol (1992)
- Tag-Araw, Tag-Ulan (1994)
- Lites (1995)
- Nuestro lugar bajo el sol (2008)

#### Compilación álbum
- Greatest Hits

#### Síngles
- Bai
- Creer
- Día más brillantes
- Castaway
- Indefenso
- Extro
- Es difícil encontrar el aliento
- Siempre
- Habang Ako Ay Narito (Mientras estoy aquí)
- Habang mayo Buhay (Si bien existe la Vida)
- Lakas (Fuerza)
- Mangarap Ka (Plan Para ti)
- Más de la Vida
- Musikero (Músico)
- En la siguiente línea
- Only You
- Nuestro lugar bajo el sol
- Pagkat Ika'y Narito (Si Estás Aquí)
- Pagtawid (Cruce)
- Panahon (Time)
- Patalim (Blade)
- De pie a su lado
- Tag-Araw (Sunny)
- Tag-Ulan (Lluvia)
- Sin Ti
- Usted me hizo creer

### Singles
- Habang May Buhay
- Hanggang
- Magpakailanman
- Next In Line

## Premios
- Best Tradition Recording
- Best Musical Arrangement
- Best Ballad Recording for his composition "Hanggang"